# Jimmy Ryce
Samuel James "Jimmy" Ryce (26 de septiembre de 1985 - 11 de septiembre de 1995) fue un niño de 9 años, que fue secuestrado, violado y asesinado por Juan Carlos Chávez en Redland, Florida, Estados Unidos. Chávez fue ejecutado en la prisión Estatal de Florida el miércoles 12 de febrero de 2014.

## Asesinato de Jimmy Ryce
Juan Carlos Chávez (16 de marzo de 1967 - 12 de febrero de 2014) de origen cubano, fue condenado y finalmente confesó el asesinato de Jimmy Ryce. El 11 de septiembre de 1995 Ryce, de 9 años de edad, estaba viajando en el autobús de la escuela. Fue dejado, junto con diez compañeros de clase, y tenían que caminar menos de una cuadra de su casa. Según su confesión, Chávez bloqueó el camino de Ryce con su camioneta y lo obligó a punta de pistola a subir al vehículo. Chávez llevó a Ryce a su remolque, donde lo violó. Unas cuatro horas más tarde, cuando escuchó un helicóptero sobre el lugar, Ryce corrió hacia la puerta y trató de abrirla, pero fue acribillado a balazos por la espalda por Chávez, quien tomó al niño hasta que perdió su último aliento. Luego, Chávez lo decapitó y lo desmembró.
El cuerpo desmembrado y decapitado del niño fue encontrado tres meses más tarde, cerca del remolque de Chávez.

## Captura de Juan Carlos Chávez

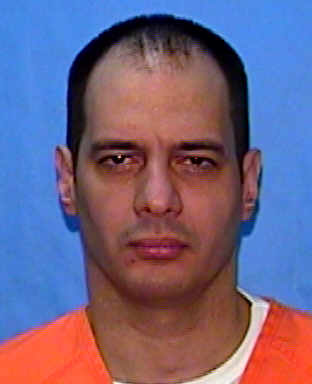
Juan Carlos Chávez fue declarado culpable de abuso sexual, secuestro y asesinato en primer grado.

Chávez trabajó para la familia Scheinhaus y vivía en un remolque de su propiedad. Alrededor de la época de la desaparición de Ryce, Scheinhaus se percató de varios elementos que faltaban en su hogar, incluyendo un arma de fuego y joyas. Los Scheinhaus sospecharon de Chávez, pero no tenían pruebas para apoyar sus sospechas. Con la ayuda de un cerrajero, la señora Scheinhaus entró al remolque de Chávez. Ella encontró su arma y la mochila del joven Ryce. Informó de sus hallazgos a la Oficina Federal de Investigaciones (FBI), el 5 de diciembre de 1995. Chávez fue encontrado un día después y fue detenido para ser interrogado.
Tras ser informado de sus derechos, y después de unas 55 horas de interrogatorio, Chávez admitió abiertamente haber secuestrado, violado y asesinado a Ryce. Chávez también llevó a la policía hasta el cuerpo del niño, que estaba desmembrado y escondido debajo de tres jardineras de plástico.

## Condena y ejecución
Chávez fue declarado culpable de abuso sexual, secuestro y asesinato en primer grado, y fue condenado a muerte el 23 de noviembre de 1998. Pasó 16 años en el corredor de la muerte hasta ser ejecutado mediante inyección letal el miércoles 12 de febrero de 2014 a las 20:17 p. m., en la Prisión Estatal de Florida en Starke, a la edad de 46 años.